# Dimitrovgrad (Serbie)
Pour les articles homonymes, voir Dimitrovgrad.
Dimitrovgrad ou Caribrod (en serbe cyrillique : Димитровград ou Цариброд ; en bulgare : Цариброд) est une ville et une municipalité de Serbie situées dans le district de Pirot. Au recensement de 2011, la ville comptait 6 247 habitants et la municipalité dont elle est le centre 10 056 habitants.
La ville de Dimitrovgrad doit son nom au dirigeant communiste bulgare Georgi Dimitrov.

## Géographie
Dimitrovgrad est située le long de l'autoroute serbe A4 (route européenne E80).

## Histoire
Le royaume de Yougoslavie obtint la région de Dimitrovgrad sur la Bulgarie au traité de Neuilly du 27 novembre 1919.

## Localités de la municipalité de Dimitrovgrad

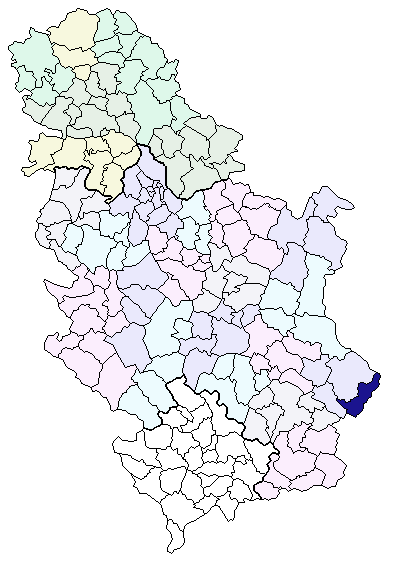
Localisation de la municipalité de Dimitrovgrad en Serbie

La municipalité de Dimitrovgrad compte 43 localités :
| - Banjski Dol - Barje - Bačevo - Beleš - Bilo - Boljev Dol - Braćevci - Brebevnica - Verzar - Visočki Odorovci | - Vlkovija - Vrapča - Gojin Dol - Gornja Nevlja - Gornji Krivodol - Gradinje - Grapa - Gulenovci - Dimitrovgrad - Donja Nevlja | - Donji Krivodol - Dragovita - Željuša - Izatovci - Iskrovci - Kamenica - Kusa Vrana - Lukavica - Mazgoš - Mojinci | - Paskašija - Petačinci - Petrlaš - Planinica - Poganovo - Prača - Protopopinci - Radejna - Senokos - Skrvenica | - Slivnica - Smilovci - Trnski Odorovci |

Dimitrovgrad est officiellement classée parmi les « localités urbaines » (en serbe : градско насеље et gradsko naselje) ; toutes les autres localités sont considérées comme des « villages » (село/selo).

## Démographie

### Ville

#### Évolution historique de la population dans la ville
| 1948  | 1953  | 1961  | 1971  | 1981  | 1991  | 2002  | 2011  |
| ----- | ----- | ----- | ----- | ----- | ----- | ----- | ----- |
| 2 944 | 2 891 | 3 665 | 5 488 | 7 055 | 7 226 | 6 988 | 6 247 |

### Municipalité

#### Évolution historique de la population dans la municipalité
| 1948   | 1953   | 1961   | 1971   | 1981   | 1991   | 2002   | 2011   |
| ------ | ------ | ------ | ------ | ------ | ------ | ------ | ------ |
| 23 063 | 22 082 | 18 418 | 16 365 | 15 158 | 13 488 | 11 748 | 10 056 |

## Politique

### Élections locales de 2004
À la suite des élections locales serbes de 2004, les sièges de l'assemblée municinipale de Dimitrovgrad se répartissaient de la manière suivante :
| Parti                                      | Sièges |
| ------------------------------------------ | ------ |
| Parti démocratique                         | 7      |
| Bloc démocratiqe                           | 5      |
| Liste « Uniion des citaoyens de Carigrad » | 5      |
| Parti démocratique de Serbie               | 5      |
| G17 Plus                                   | 2      |
| Mouvement Force de la Serbie               |        |
| Parti radical serbe                        | 2      |
| Liste de citoyens                          | 1      |
| Mouvement serbe du renouveau               | 1      |
| Parti socialiste de Serbie                 | 1      |

### Élections de 2008
À la suite des élections locales serbes de 2008, les 30 sièges de l'assemblée municipale de Dimpitrovgrad se répartissaient de la manière suivante :
| Parti                                                                         | Sièges |
| ----------------------------------------------------------------------------- | ------ |
| Pour une Serbie européenne                                                    | 12     |
| Parti démocratique de Serbie                                                  | 4      |
| Parti démocratique des Bulgares de Serbie                                     | 4      |
| Parti radical serbe                                                           | 4      |
| Parti socialiste de Serbie - Parti des retraités unis de Serbie - Serbie unie | 3      |
| Parti des Bulgares                                                            | 2      |
| « Ligue pour Arilje » SPO - G17+                                              | 1      |

Veselin Veličkov, qui conduisait la liste Pour une Serbie européenne, soutenue par le président Boris Tadić, a été réélu président (maire) de la municipalité.

## Transports
Dimitrovgrad est situé sur la route européenne E80, entre Niš et Gradinje. Cette section est à quatre voies. Le passage à l'autoroute (autoroute serbe A4) a été mis en service en septembre 2017.

## Coopération internationale
Dimitrovgrad a signé des accords de partenariat avec les villes suivantes :
- Dragoman (Bulgarie)
- Georgi Damjanovo (Bulgarie)
- Godeč (Bulgarie)
- Kavarna (Bulgarie)
- Vršec (Bulgarie)
- Čipravci (Bulgarie)
- Čupren (Bulgarie)